# يوزف بك
يوزف بك (4 أكتوبر 1894 وارسو بولندا - 5 يونيو 1944 رومانيا) هو عسكري بولندي يحمل رتبة عقيد، شارك في الحرب العالمية الثانية.

## وصلات خارجية
- يوزف بك على موقع الموسوعة البريطانية (الإنجليزية)
- يوزف بك على موقع مونزينجر (الألمانية)